# Bundesstraße 484
Pour les articles homonymes, voir Route 484.
La Bundesstraße 484 est une Bundesstraße du Land de Rhénanie-du-Nord-Westphalie.

## Histoire
La Bundesstraße 484 est établie au début des années 1960 pour améliorer le réseau routier fédéral. Elle sert beaucoup de raccourci de l'A 4 à l'A 3 d'Overath à Lohmar pour éviter le goulot d'étranglement de l'échangeur de Heumar autour de Cologne. La B 484 est posée vers 1980 comme contournement de Wahlscheid en direction de la rivière Agger à l'ouest des limites de la ville. Dans les années 1990, un mur antibruit est construit sur le contournement de Wahlscheid. Entre la B 484 et l'Agger se trouve le jardin paysager d'Aggerbogen avec l'école paysagiste. À Lohmar en 2005, après l'achèvement de l'échangeur autoroutier de Lohmar Nord, la B 484 est partiellement apaisée en tant que rue à sens unique (de Siegburg en direction de Donrath). L'accès à l'A 3 à Lohmar-Nord n'est possible qu'en direction de Francfort-sur-le-Main.
Après la construction de l'embranchement autoroutier de Lohmar Nord, l'A 3 sert de contournement pour Lohmar et la B 484 est transformée en route non classée dans le secteur de Lohmar. Depuis lors, la B 484 fait la jonction entre la B 56 près de Siegburg et les échangeurs de Lohmar (31) et Lohmar-Nord (30b) de l'A 3 à Overath. Le tronçon entre la B 56 et Siegburg est renommé Landesstraße 16. Cela affecte également le court tronçon Siegburg de la B 484 entre la B 8 et l'A 560, la Bonner Straße.

## Source
- (de) Cet article est partiellement ou en totalité issu de l’article de Wikipédia en allemand intitulé « Bundesstraße 484 » (voir la liste des auteurs).